# Psara latifuscalis
Psara latifuscalis là một loài bướm đêm trong họ Crambidae.